# Henrik Aminson
Henrik Aminson, född 30 mars 1814 i Örebro, död 29 juni 1885 i Strängnäs, var en svensk läroverkslärare, läroboksförfattare och utgivare av uppteckningar av folkmål och folkminnen.
Aminson blev student vid Uppsala universitet 1834, blev filosofie kandidat 1841 och filosofie magister 1842. Han blev lärare vid Hillska skolan på Barnängen, vice eloquentiæ lektor vid Strängnäs högre allmänna läroverk 1846, där han innehade tjänster som gymnasieadjunkt från 1846, vice lektor i grekiska från 1847, lektor i matematik från 1848, vice lektor i historia från 1850, lektor i historia och geografi från 1851 och var slutligen vice lektor i filosofi från 1852. Han erhöll tjänstledighet 1877 varifrån han 1884 erhöll avsked med pension. 
Som författare utgav Aminson en lärobok i historia, Odysséens sex första sånger för skolbruk och i samma syfte Vergilius Aeneiden. År 1863 utgav han den omfattande katalogen över Strängnäs domkyrkobibliotek med ursprung i medeltiden, ett bibliografiskt storverk. Från 1860 var han verksam i Södermanlands fornminnesförening och hann verka som såväl dess ordförande som dess sekreterare. Som kulturhistoriskt intresserad gav han en stor mängd bidrag till Bidrag till Södermanlands äldre kulturhistoria (1877–1884). Där ingick bland annat den av Gustaf Ericsson utarbetade och av Aminson redigerade Ordlista ur Åkers och Öster-Rekarne härads folkspråk.
Henrik Aminson är gravsatt på Gamla kyrkogården i Strängnäs.